# نهر بولدر
نهر بولدر نهری به طول ۵۰.۲ کیلومتر است که از رشته کوه راکی شروع و به غرب بولدر می رسد و در بولدر و سرزمین های اطراف جریان دارد.